# Spinocalanus usitatus
Spinocalanus usitatus är en kräftdjursart som beskrevs av Mungo Park 1970. Spinocalanus usitatus ingår i släktet Spinocalanus och familjen Spinocalanidae. Inga underarter finns listade i Catalogue of Life.